# Релайанс (Вайоминг)
Релайанс (англ. Reliance) — статистически обособленная местность, расположенная в округе Суитуотер (штат Вайоминг, США) с населением в 665 человек по статистическим данным переписи 2000 года.

## География
По данным Бюро переписи населения США, статистически обособленная местность Релайанс имеет общую площадь в 24,6 квадратных километров, водных ресурсов в черте населённого пункта не имеется.
Статистически обособленная местность Релайанс расположена на высоте 1990 метров над уровнем моря.

## Демография
По данным переписи населения 2000 года, в Релайансе проживало 665 человек, 182 семьи, насчитывалось 249 домашних хозяйств и 272 жилых дома. Средняя плотность населения составляла около 27,0 человек на один квадратный километр. Расовый состав Релайанса по данным переписи распределился следующим образом: 92,33 % — белых, 0,90 % — чёрных или афроамериканцев, 0,45 % — коренных американцев, 0,30 % — азиатов, 0,15 % — выходцев с тихоокеанских островов, 2,71 % — представителей смешанных рас, 3,16 % — других народностей. Испаноговорящие составили 7,97 % от всех жителей статистически обособленной местности.
Из 249 домашних хозяйств в 43,4 % — воспитывали детей в возрасте до 18 лет, 54,2 % представляли собой совместно проживающие супружеские пары, в 10,4 % семей женщины проживали без мужей, 26,9 % не имели семей. 22,5 % от общего числа семей на момент переписи жили самостоятельно, при этом 7,6 % составили одинокие пожилые люди в возрасте 65 лет и старше. Средний размер домашнего хозяйства составил 2,67 человек, а средний размер семьи — 3,12 человек.
Население статистически обособленной местности по возрастному диапазону по данным переписи 2000 года распределилось следующим образом: 32,8 % — жители младше 18 лет, 9,0 % — между 18 и 24 годами, 29,9 % — от 25 до 44 лет, 21,1 % — от 45 до 64 лет и 7,2 % — в возрасте 65 лет и старше. Средний возраст жителей составил 32 года. На каждые 100 женщин в Релайансе приходилось 109,1 мужчин, при этом на каждые сто женщин 18 лет и старше приходилось 102,3 мужчин также старше 18 лет.
Средний доход на одно домашнее хозяйство в статистически обособленной местности составил 39 688 долларов США, а средний доход на одну семью — 43 750 долларов. При этом мужчины имели средний доход в 38 523 доллара США в год против 12 083 доллара среднегодового дохода у женщин. Доход на душу населения в статистически обособленной местности составил 15 222 доллара в год. Все семьи Релайанса имели доход, превышающий уровень бедности, 2,0 % от всей численности населения находилось на момент переписи населения за чертой бедности, при этом все жители младше 18 и старше 65 лет имели совокупный доход, превышающий прожиточный минимум.